# Plettenberg Bay
Plettenberg Bay (englisch) oder Plettenbergbaai (afrikaans) ist eine Stadt am Indischen Ozean in der Lokalgemeinde Bitou im Distrikt Garden Route der südafrikanischen Provinz Westkap an der gleichnamigen Meeresbucht. Die Stadt und die Meeresbucht sind ein beliebtes Urlaubsziel und für ihre malerische Szenerie bekannt.
Von ihren portugiesischen Entdeckern wurde sie Bahia formosa („schöne Bucht“) genannt. Der Name der Küstenregion wechselte später noch mehrmals: Bahia de la Goa, Angra das Algoas, Bay of St Catherine, Content Bay, Keurbooms River Bay und Pisang River Bay.

## Geschichte
Der Ort diente als Relaisstation für Schiffe nach Niederländisch-Indien (dem heutigen Indonesien), später auch als Walfangstation, die bis 1920 in Betrieb war.
Den heutigen Namen erhielt sie nach Baron Joachim van Plettenberg (1739–1793), der von 1774 bis 1785 Gouverneur der niederländischen Kapkolonie war. Er ließ in Plettenberg Bay im Jahre 1778 einen Signal- und Markierungspunkt mit dem Wappen der Niederländischen Ostindien-Kompanie errichten, der auch seinen Namen trug.
The Timber Store, eine historische Holzwirtschaft mit großem Lager, ist heute als Ruine erhalten und stellt ein Zeugnis der Seefahrtsgeschichte dar.

## Geografie
Plettenberg Bay liegt an der landschaftlich reizvollen Garden Route, 210 km von Gqeberha und etwa 600 km von Kapstadt entfernt, die als Nationalstraße N2 vorbeiführt. Zwei Flugplätze, einer auf Stanley’s Island und im Westen das Plettenberg Bay Aoerodrome, ermöglichen die Anreise aus der Luft.
Das heutige Stadtgebiet entwickelte sich zunächst zwischen den Mündungen von zwei Flüssen, dem Keurboom’s Rivier und dem Piesang River. Westlich der Stadt liegt die Robberg-Halbinsel, ein Naturschutzgebiet (Robberg Nature Reserve), das durch Wanderwege erschlossen ist. Sie ist die Heimat einer großen Robbenkolonie. Vor der Küstenlinie Robberg Beach kann man Robben beim Spielen und der Jagd in der Brandung beobachten.
Plettenberg Bay beherbergt an der Mündung des Keurboom’s Rivier (nach dem „Keurboom“, Virgilia capensis) eine der größten Brutkolonien von Möwen an der südafrikanischen Küste. Wale sind während der Paarungszeit zwischen Juli und Dezember ein alltäglicher Anblick in der Bucht. Delphine sind ebenfalls häufig zu sehen.

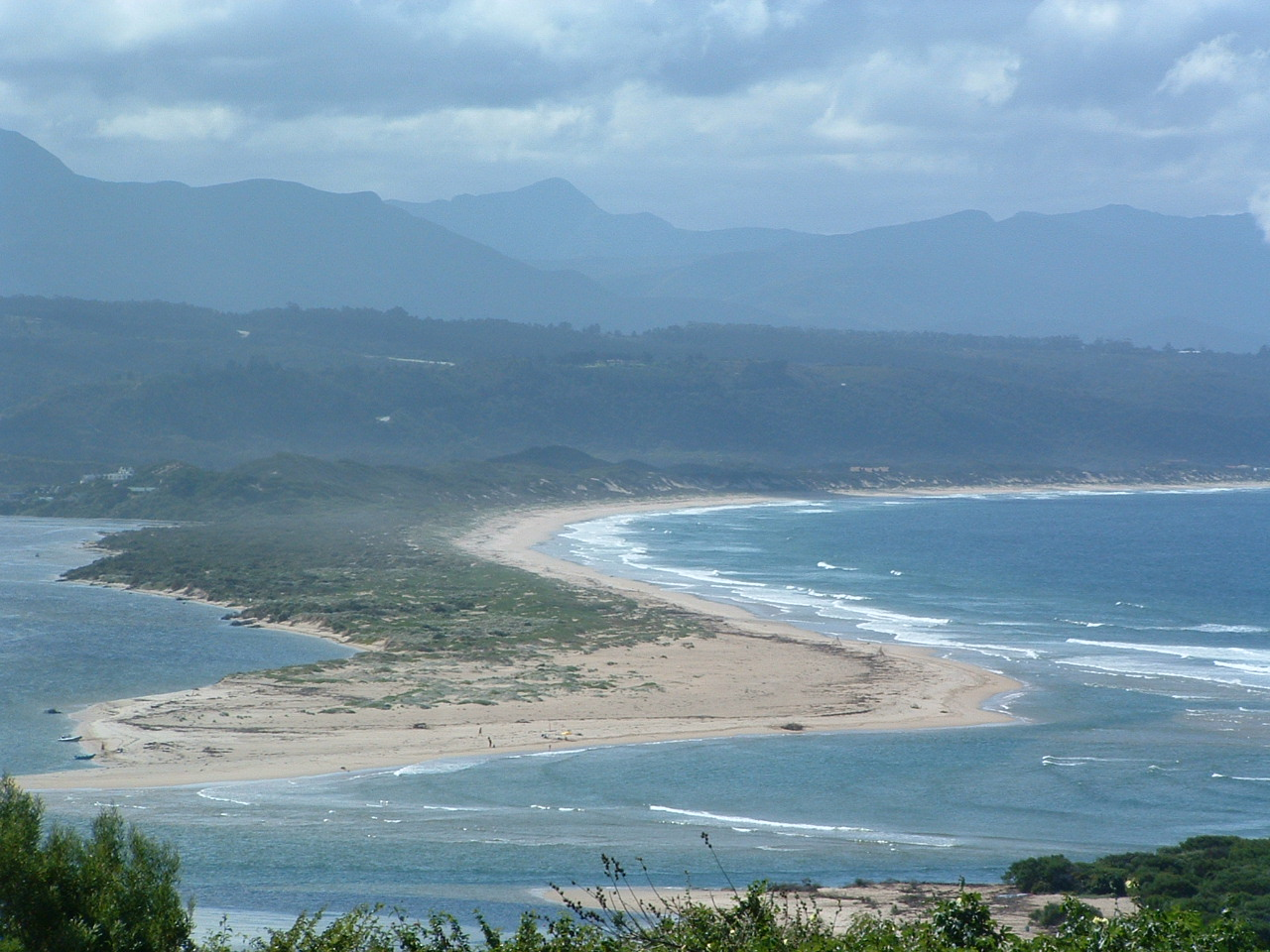
Plettenberg Bay mit dem Ästuar des Keurboom Rivier (links) und dem Keurboom-Strand auf der Sandbarre zum Indischen Ozean
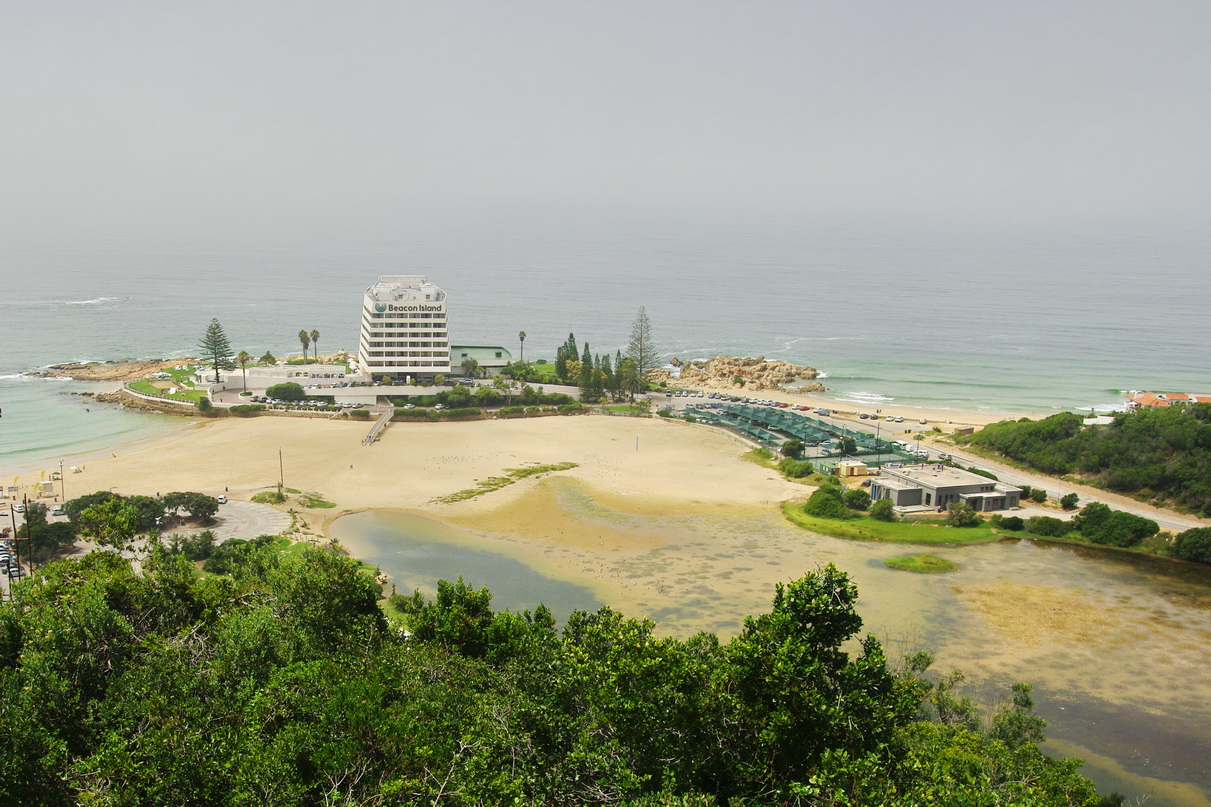
Hotelanlage auf einer Sandbank
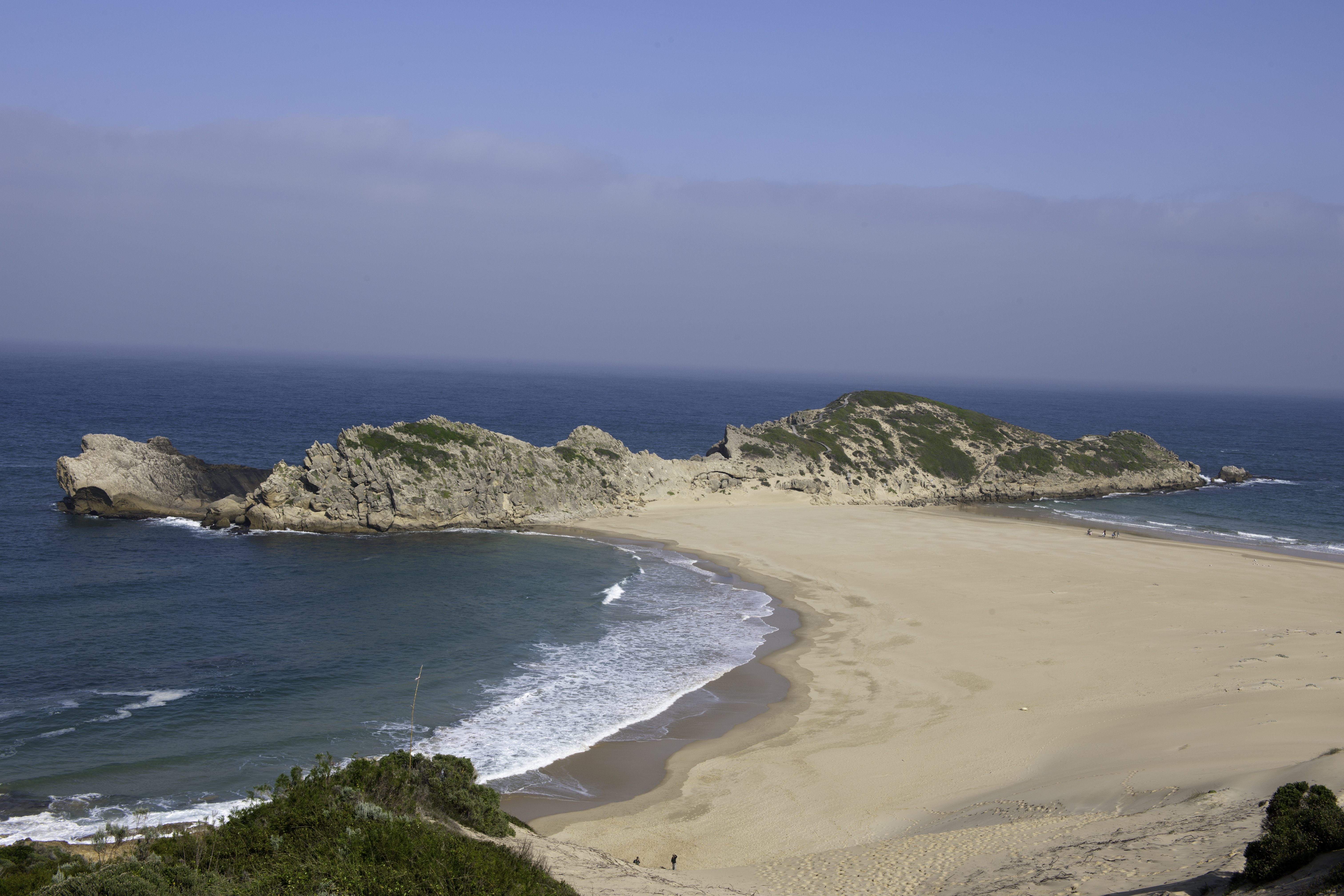
Robberg-Halbinsel
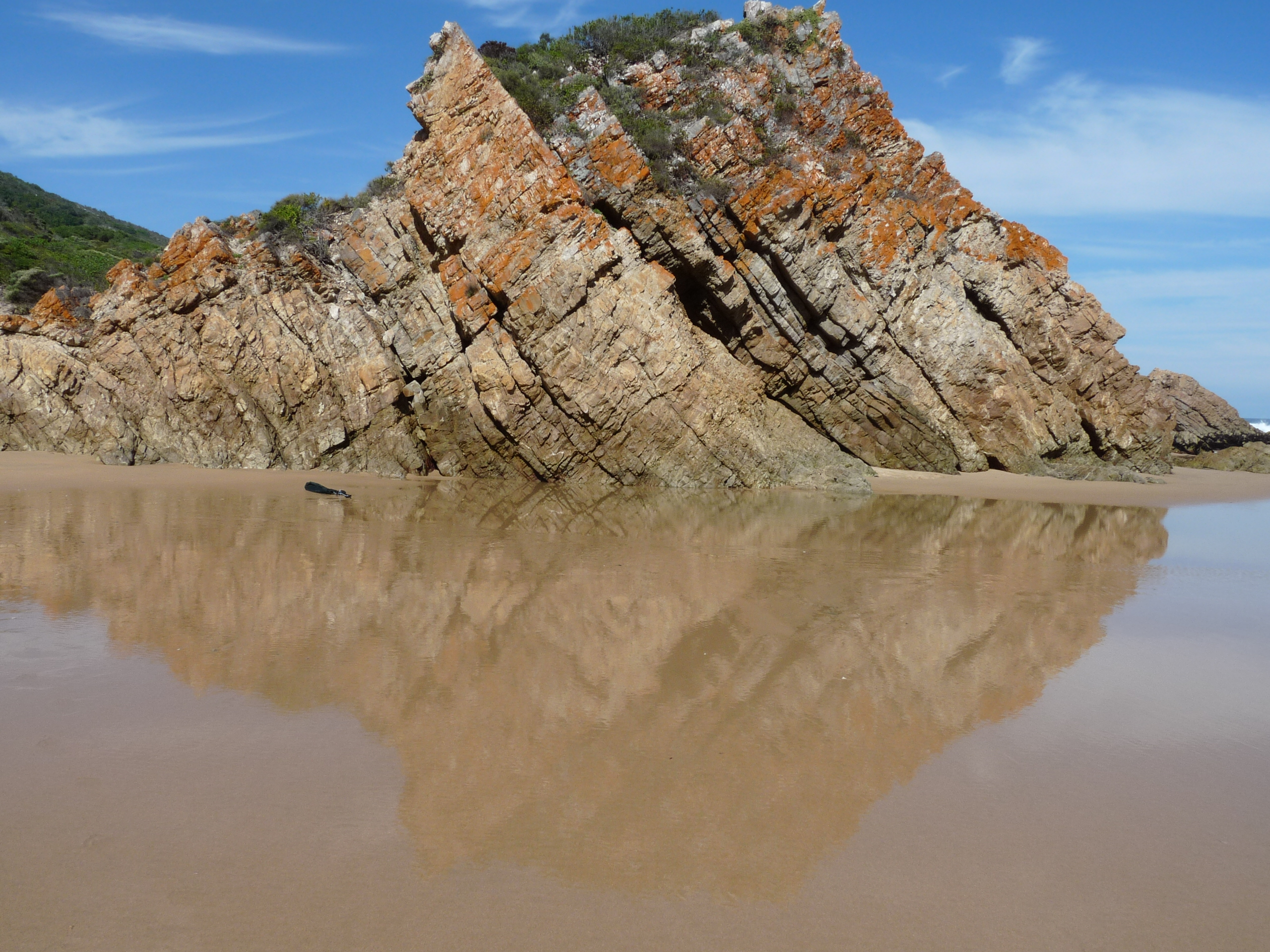
Felsen am Keurboom-Strand
Historische Admiralitätskarte der Royal Navy von der Bucht (1797)

## Demografie
Im Jahre 2011 hatte die Stadt 31.804 Einwohner.